# Дворак (розкладка клавіатури)

Сучасна розкладка Дворака (США)

Дворак — це розкладка клавіатури для англійської мови, запатентована в 1936 році Авґустом Двораком та його зятем Вільямом Ділі як швидша та ергономічніша альтернатива розкладці QWERTY (стандартній розкладці клавіатури). Прихильники Дворака стверджують, що під час друку здійснюється менше пальцьових рухів і, як наслідок, зменшується кількість помилок, збільшується швидкість набору тексту і зменшується кількість травм від повторюваних навантажень  та й просто що він зручніший, ніж QWERTY. 
Попри це, Двораку не вдалося замінити QWERTY як найпоширенішу розкладку клавіатури, що найчастіше пояснюють тим, що QWERTY була популяризована за 60 років до створення Дворака, а його переваги відносно незначні та стоять під сумнівом.  Одначе більшість основних сучасних операційних систем як-от Windows, macOS, Linux, iOS, Android, ChromeOS і BSD дозволяють користувачеві змінити спосіб вводу на Дворака.
Було розроблено кілька модифікацій під керівництвом Авґуста з Американським інститутом національних стандартів. Поза стандартною розкладкою, існують також і варіації для лівої та правої рук, де основні знаки переміщено під відповідну руку.

## Огляд
Дворак був розроблений з переконанням, що він значно підійме швидкість набору тексту відносно розкладки QWERTY шляхом усунення деяких її недоліків, серед яких:
- Багато поширених літерних комбінацій вимагають незручних рухів пальцями (наприклад "the").
- Деякі поширені буквосполучення вводяться одним пальцем (наприклад, "ed" і "de").
- Для вводу багатьох поширених літерних комбінацій використовуються літери поза головним рядком — рядком, на якому лежать розташовані пальці у стандартному положенні (фівапролджє).
- Багато поширених буквосполучень друкуються однією рукою, а інша сидить без діла (наприклад, was, were).
- Більшість друку здійснюється лівою рукою, яка для більшості людей не є головною.
- Близько 16 % набору тексту виконується на нижньому рядку, 52 % на верхньому рядку і лише 32 % на головному рядку.

Вивчивши частоти букв і фізіологію руки, Авґуст Дворак створив нову розкладку для усунення зазначених проблем, засновану на таких принципах:
- Літери слід набирати, чергуючи руки, що робить набір ритмічнішим, збільшує швидкість і зменшує помилки та втому. На клавіатурі Дворака голосні та найуживаніші розділові знаки розташовані ліворуч (голосні — у головному рядку), а найбільш уживані приголосні — праворуч.
- Для максимальної швидкості та ефективності найпоширеніші літери та біграми слід набирати на головному рядку і найсильнішими пальцями. Таким чином, близько 70 % набору здійснюється на головному рядку і лише 22 % і 8 % у верхньому і нижньому рядках відповідно.
- Найменш поширені літери мають бути в нижньому рядку, до якого найважче дістатися.
- Правою рукою слід друкувати більше, тому що більшість людей правші.
- Двознаки не слід друкувати близькими один до одного пальцями.
- Друк має рухатися від країв до середини. Цей принцип випливає зі спостереження, що багатьом людям, постукуючи пальцями по столу, легше переходити від мізинця до вказівного, ніж навпаки. Цей рух на клавіатурі називають "внутрішнім ходом".[7]

Утім переваги від використання цих принципів можуть не бути присутніми в інших мовах з латинською абеткою, оскільки список найчастіших двознаків та послідовність, частота використання і набір літер у них відрізняється від англійського. Принципи цієї розкладки були застосовані для розробки набірниць інших мов, хоча основні клавіатури, які використовуються в більшості країн, базуються на принципах QWERTY.

## Історія
Август Дворак був просвітницьким психологом і освітнім професором в Університеті Вашингтону в Сіетлі. На той час спосіб сліпого друку набув широкого застосування, і Август зацікавився розкладкою, коли працював радником Гертруди Форд, яка писала свою дисертацію про помилки друку. Він швидко дійшов висновку, що розкладку QWERTY потрібно замінити, оскільки вона була створена не з метою простоти та швидкости, а зі значним наміром уповільники друк, щоб важелі друкарської машинки не заклинювало. До Дворака приєднався його зять Вільям Ділі, освітній професор в тодішньому педагогічному коледжі штату Північний Техас у Дентоні, штат Техас.
Їхньою метою було науково розробити розкладку, яка б прискорила набір тексту і зменшила кількість одруків та втому. Для цього вони провели великі дослідження, вивчаючи англійську мову і досліджуючи найуживаніші букви й фізіологію руки. У 1914 і 1915 роках Ділі відвідував семінари з науки про рух, а пізніше переглядав уповільнені зйомки друкарів на Двораку. Результатом їхніх досліджень стала спрощена клавіатура Дворака 1932 року, що одержала патент U.S. Patent 2 040 248. У 1982 році Американський національний інститут стандартів (ANSI) затвердив цю розкладку альтернативним стандартом для буквено-цифрових машин (INCITS 207-1991 R2007; раніше X4.22-1983, X3.207:1991). Вона була доступною як заводська опція на оригінальній друкарській машинці IBM Selectric.
Для їхньої розкладки, вони взяли з розкладки Джорджа Блікенсдерфера 1893 року набір літер головного рядка DHIATENSOR, букви якого, як Джордж з'ясував, містять 85 % англійських слів. Замінивши "R" на "U" і перемістивши усі голосні уліво, Авґуст і Ділі склали ось такий головний рядок: AOEUIDHTNS.
Щоби прорекламувати свій винахід, Авґуст у 1933 році почав залучати друкарів його розкладки до Міжнародного конкурсу комерційних шкіл з набору тексту, що проспонсорували виробники друкарських машинок і який складався із серії професійних та аматорських змагань. 
У 1930-х роках шкільний округ Такоми, штат Вашингтон, запустив розроблену Двораком експериментальну програму з набору тексту, щоби визначити потребу проведення занять вивчення Дворака. Під час експерименту було виявлено, що 2700 старшокласників, які проходили заняття з друку Двораком, вивчили розкладку за третину часу, який знадобився для вивчення QWERTY. Під час Другої світової війни, перебуваючи на флоті, Авґуст проводив експерименти, які, як він стверджував, показали, що друкарі можуть бути перенавчені на Дворака всього за 10 днів, хоча він відкинув принаймні два попередніх дослідження, результати яких невідомі.
З такими великими досягненнями Авґустова цікавість до розкладки зросла на початку 1950-х років. Численні підприємства та державні організації почали розглядати можливість перенавчання своїх друкарів на Дворака. У цих умовах Адміністрація загальних служб доручила Ерлові Стронґу визначити доцільність переходу на Авґустову розкладку. Він провів дослід з двома групами рівних за навичками друкарів QWERTY: перша мусила переходити на Дворака, (що зайняло 100 годин — більше, ніж стверджувалося у Авґустових дослідженнях під час війни), а другу Стронґ перенавчав володіти QWERTY для покращення їхньої швидкости, у той час, коли перша група проходила навчання.
Ретельно контрольоване дослідження не продемонструвало жодних переваг нової розкладки у швидкості набору і навчання. Згодом Стронґ рекомендував замість зміни розкладок тренувати швидкість на QWERTY, пояснивши виявлені переваги Дворака неправильним плануваням досліду і відвертим упередженням з боку Дворака, який розробив і керував попередніми дослідженнями. Та втім Стронґ мав особисту образу на Дворака і перед своїм дослідженням робив публічні заяви проти нових дизайнів клавіатур. Після цього дослідження цікавість до Авґустової розкладки згасла. Пізніші досліди показали, що багато розробок, включно з деякими за алфавітним порядком, дозволяють набирати зі швидкістю, дуже близькою до QWERTY і Дворака, коли друкарі були для них навчені, що свідчить про те, що принципи ретельного проєктування Дворака, можливо, мали незначний ефект, оскільки розкладка є лише невеликою частиною ускладнень від друкування.
Робота Дворака проклала шлях для інших оптимізованих розкладок клавіатури для англійської, як-от Colemak, і для інших мов, серед яких німецька Нео і французька BÉPO.

## Порівняння розкладок QWERTY і Дворак

### Розташування клавіш
Згідно з аналізом частоти використання літер, більшість натискань клавіш у Двораку (70 %) виконується на домашньому рядку, що називають найзручнішим, оскільки на ньому відпочивають пальці. На противагу, найменше натискань здійснюється на нижньому рядку, що є найскладнішим для набору. QWERTY же вимагає, щоб друкарі для більшости введень переносили пальці на верхній рядок, і щоб лише 32 % натискань виконувалися домашньому рядку.
Оскільки розкладка Дворак зосереджує переважну більшість натискань клавіш на головному рядку, під час друку використовуються близько 63 % рухів пальців необхідних для QWERTY, що робить клавіатуру ергономічнішою. Через це деякі користувачі з травмами від повторюваних навантажень повідомляли, що перехід із QWERTY на Дворака полегшив або навіть усунув їхні травми . Утім жодних наукових досліджень, що це підтверджують, не проводилося.
На QWERTY 56% набору тексту виконується лівою рукою, коли на Двораку це 56 % правою рукою. Це робить останню розкладку зручнішою, тому що більшість людей правші.

### Незручний набір
У розкладці QWERTY близько 1200 слів друкуються з "перестрибуванням", натисканням, яке виконується через один рядок (приміром у слові «minimum», де потребується натискання через рядок в останніх трьох буквах, унаслідок чого слово часто виходить як «minimun»).  На противагу цьому, Дворак містить лише кілька таких слів; як приклад «spiky», де "ky" набирається через рядок; воно відповідає «;rgvt» на QWERTY). 

### Чергування рук і повторення пальців
Як стверджують, слова можна набрати швидше обома руками, ніж коли однією, і що більше чергування рук, то швидше це можна зробити. Це відбувається завдяки більш рівномірному розподілу робочого навантаження між двома руками.
Розкладка QWERTY містить понад 3000 слів, які вводяться лише лівою рукою, і близько 300 слів, які вводяться лише правою рукою (згадане слово «minimum» — це слово, яке вводиться лише правою рукою). Навпаки, у розкладці Дворака лише кілька слів вводяться лише лівою рукою, а ще менше — лише правою.  Це пов’язано з тим, що більшість складів мають принаймні одну голосну, а в Двораку всі голосні розташовані у лівій частині клавіатури.

### Поширеність
Перевага QWERTY порівняно з Двораком полягає у тому, що це по суті стандартна клавіатура:
- Комбінації клавіш у більшості основних операційних систем, включаючи Windows, призначені для користувачів QWERTY і можуть бути незручними для користувачів Дворака; серед них наприклад Ctrl-C і Ctrl-V. Як вирішення проблеми, комп’ютери Apple пропонують параметр «Дворак — QWERTY ⌘», який змінює розкладку на QWERTY, коли затримана клавіша command (⌘), а користувачі Windows можуть відтворити цю функцію за допомогою програми AutoHotkey.
- Деякі публічні комп’ютери (наприклад, у бібліотеках) не дозволять користувачам змінити клавіатуру на Дворака.
- Деякі іспити не дозволяють випускникам використовувати Дворака, як-от Graduate Record Examination.
- У іграх, де керування здійснюється через WASD, якщо це взагалі можливо, користувачі Дворака мусять перелаштовувати його на ",AOE". Утім, деякі ігри мають розташування закріплене за фізичною клавішою, а деякі навіть виявляють розкладку і переналаштовують автоматично.

## Дослідження ефективності
Дворак був розроблений для покращення досвіду сліпого друку, і він має менший вплив на інші способи введення, як-от наддзьобування клавіш. Деякі дослідження вказують на приріст швидкості з використанням Дворака, тоді як інші не демонструють жодних переваг, з багатьма звинуваченнями в упередженості або недостатній ретельності серед дослідників. Як приклад, дослідження, опубліковане в 2013 році економістом Рікардом Торресом, показує, що Дворак таки має певні переваги, а прикладом критики є перші дослідження Авґуста та його помічників, що були засуджені за упередженість.
Згадане вище 1956 році дослідження з вибіркою 10 осіб у кожній групі, проведене Ерлом Стронґом з Адміністрації загальних служб США, виявило, що Дворак не є ефективнішим, ніж QWERTY і що перенавчання працівників буде надто дорогим. Нездатність показати будь-яку користь від переходу разом з ілюстрацією його затратности відбило бажання підприємств та уряду його робити. Та проте це дослідження також критикували за упередженість на користь контрольної групи QWERTY.
У 1990-х роках економісти Стен Лібовіц і Стівен Марґоліс у своїх статтях у Journal of Law and Economics і Reason відкидали твердження прихильників Дворака про те, що домінування QWERTY пов'язане з неспроможністю ринку через раннє впровадження QWERTY, написавши: «Докази в стандартній історії QWERTY проти Дворака є помилковими та неповними. [..] Найдраматичніші заяви простежуються до самого Авґуста, а найкраще задокументовані експерименти з недавніми ергономічніми дослідженнями свідчать про те, що Дворак має мало або взагалі жодних переваг». 

## Неприйняття
Дарма, що Дворак є єдиним іншим дизайном клавіатури, зареєстрованим в Американському інституті стандартів, і є наявним в усіх основних операційних системах, спроби універсального переходу на дизайн Дворака не мали успіху. Його нездатність витіснити QWERTY була предметом деяких досліджень. 
Обговорення Дворака іноді використовується як вправа для консультантів з управління, щоб проілюструвати труднощі змін. Також його часто використовують у підручниках з економіки як стандартний приклад мережевих ефектів,  хоча цей спосіб критикували. 
Попри зручність використання принципів Дворака, більшість розкладок усе одно заснована на QWERTY. 

## Варіанти

### Одноручні версії

Дворак для лівої руки

У 1960-х роках Авґуст розробив варіанти Дворака для друку лише однією рукою. Він намагався звести до мінімуму необхідність рухати рукою з боку в бік, а також рухи пальців. У кожній розкладці рука лежить біля центру клавіатури, а не з одного боку.

Оскільки ці дві варіації вимагають менше рухів руки, ніж оригінальна розкладка, вони можуть бути доступнішими для одноручних користувачів. Також ними можуть користуватися і ті люди, що полюбляють під час друку мати одну руку вільною

Дворак для правої руки

Ці розкладки віддзеркалюють одна одну за винятком лише деяких знаків пунктуації, деяких рідковживаних літер і функціональних клавіш як-от enter, shift, alt тощо.

## Адаптація Дворака для інших мов

### Диктор
У 2000-х роках була розроблена адаптація і для східнослов'янських мов під назвою "Диктор". Вона особлива тим, що розташовує м'який знак на одній клавіші з твердим у російській і апострофом в українській і білоруських мовах, адже слів що починаються на обидва знаки немає.  

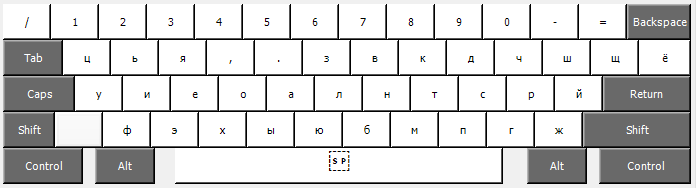
Диктор для російської мови

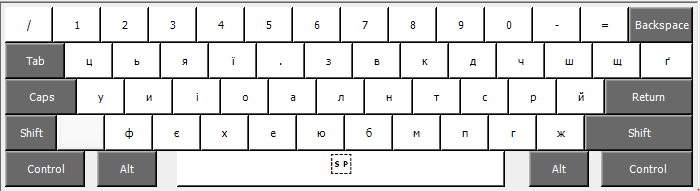
Диктор для української мови з "і" на місці російського "е" та "е" на місці "ы"

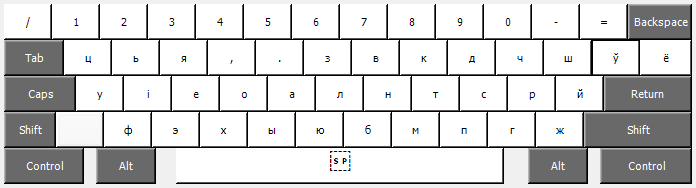
Диктор для білоруської з "і" на місці російського "и"

### Сворак
Шведська адаптація Дворака під назвою "Svorak" розташовує три додаткові шведські голосні "å", "ä" та "ö" на трьох крайніх лівих клавішах верхнього ряду, які відповідають розділовим знакам в англійській розкладці. Це зберігає початкову мету дизайну англійського Дворака — друкувати всі голосні лівою рукою.

Розкладка клавіатури Сворак

На відміну від Норвегії, тут немає стандартного шведського макета Дворака, і спільнота фрагментована. У розкладці Гуннара Пармента Svdvorak, знаки пунктуації розташовано там, де і в англійській версії; голосна (å) розміщена на лівій крайній клавіші верхнього ряду, тоді як дві інші (ä та ö) розміщено на лівій крайній клавіші нижнього ряду.

### Інші
Норвезька реалізація (відома як «NorskDvorak») схожа на розкладку Sdvorak, де «æ» і «ø» замінено на «ä» і «ö».
Данська же розкладка DanskDvorak схожа на норвезьку.
Також є ісландська розкладка Дворака, створена студентом університету Рейк'явіка. Вона використовує стандартну розкладку Дворак з літерами "þ", "æ", "ö" через Alt-Gr.

Існує фінська розкладка клавіатури DAS, що наслідує багато принципів дизайну Дворака. Поряд з нею існує і інша розкладка під назвою "Airas-keyboard". На диво, якщо додати літери ä та ö, можна також досить добре набирати за допомогою англійського Дворака. Інша фінська розкладка ArkkuDvorak розміщує обидві букви на одну клавішу й зберігає англійське розташування. Як і DAS, SuoRak розроблена за тими ж принципами, що й Дворак з урахуванням найпоширеніших літер фінської мови, хоча на відміну від нього, вона зберігає голосні в лівій частині набірниці, а більшість приголосних — у правій.

Розкладка для турецької мови під назвою "F klavye" (стаття турецькою) також ґрунтується на принципах дизайну Дворака, однак чи була вона ним натхненна  невідомо. Розкладку було стандартизовано в 1955 році, а 1963 року дизайн став вимогою для імпортованих друкарських машинок.
Зараз розробляються нестандартні варіанти бразильської розкладки Дворака. Найпростіший (також називається BRDK) — це класична розкладка Дворака з деякими клавішами бразильського дизайну ABNT2. Було розроблено і набірницю спеціально для бразильської португальської мови за допомогою дослідження найчастіших літер, триграфів та слів.
Найпоширенішою розкладкою Дворака для німецької мови є "Type II". Вона доступна для Windows, Linux і macOS. Існують також оригінальні розкладки "Neo"  і "de ergo", що використовують багато принципів дизайну Дворака. Через подібність обох мов навіть стандартна розкладка Дворака з незначними змінами є ергономічнішим за QWERTZ варіантом. У одній з таких модифікацій "ß" дістається через комбінацію shift+кома, а для друку літер "ä", "ü" і "ö" використовується знак умляуту через shift і крапку.

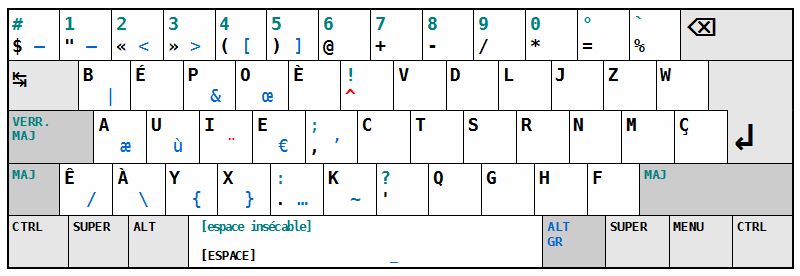
Французька розкладка BÉPO

Дворак доступний також і для французької. Водночас існує розкладка "Bépo", створена на основі аналізу частоти знаків методикою Дворака. Хоч розташування клавіш Bépo оптимізоване для французької мови, схема полегшує набирання і для інших, як-от есперанто.
Для іспанської існує 3 розкладки.

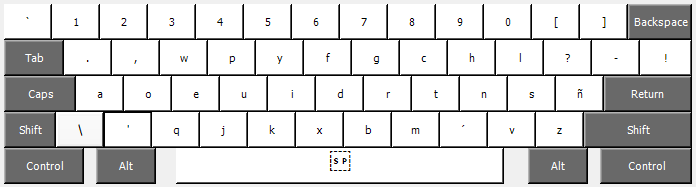
Одна з іспанських розкладок Дворака розроблена Роландом Монтаньйо Фрейром

Румунська версія Дворака Попак, названа на честь імені його винахідника, була випущена в жовтні 2008 року. Вона доступна як для Windows, так і для Linux.
У 1950-х роках для польської мови були створені пропозиції адаптації Дворака, які утім не були впроваджені через нову норму польської мови в 1958 році з модернізованою розкладкою QWERTZ.